# Zápas na Letních olympijských hrách 1992 – muži, volný styl do 48 kg
Zápas ve volném stylu ve váhové kategorii do 48 kg probíhal na Letních olympijských hrách 1992 v Barcelonském Instituto Nacional de Educación Física de Cataluña. O medaile se utkalo celkem 19 zápasníků.

## Turnajové výsledky
Zápasníci jsou rozděleni do dvou skupin. Je aplikován systém na dvě porážky.
Legenda
- TO — Lopatkové vítězství
- SP — Vítězství pro převahu, 12 až 14 bodů rozdíl, poražený s body
- SO — Vítězství pro převahu, 12 až 14 bodů rozdíl, poražený bez bodů
- ST — Vítězství na technickou převahu, 15 bodů rozdíl
- PP — Vítězství na body, poražený s body
- PO — Vítězství na body, poražený bez bodů
- PA — Vítězství pro soupeřovo zranění
- DQ — Vítězství pro soupeřovu diskvalifikaci
- D2 — Oba zápasníci diskvalifikováni pro pasivitu, skóre 0-0
- DNA — Nenastoupil
- L — Porážky
- ER — Kolo vyřazení
- CP — Klasifikační body
- TP — Technické body

### Skupiny

#### Skupina A
| L      |                                | CP     | TP     |                                | L      |        |
| Kolo 1 | Kolo 1                         | Kolo 1 | Kolo 1 | Kolo 1                         | Kolo 1 | Kolo 1 |
| ------ | ------------------------------ | ------ | ------ | ------------------------------ | ------ | ------ |
| 1      | Nader Rahmati (IRI)            | 1-3 PP | 3-6    | Chen Zhengbin (CHN)            | 0      |        |
| 1      | Vincent Pangelinan (GUM)       | 0-4 ST | 0-16   | Tim Vanni (USA)                | 0      |        |
| 1      | Francisco Sánchez (ESP)        | 0-4 ST | 0-15   | Tserenbaataryn Khosbayar (MGL) | 0      |        |
| 0      | Kim Čong-sin (KOR)             | 3-1 PP | 4-2    | Romică Rașovan (ROU)           | 1      |        |
| 1      | Amos Ojo Adekunle (NGR)        | 1-3 PP | 4-7    | Tom Petryshen (CAN)            | 0      |        |
| Kolo 2 |                                |        |        |                                |        |        |
| 1      | Nader Rahmati (IRI)            | 4-0 TO | 2:31   | Vincent Pangelinan (GUM)       | 2      |        |
| 1      | Chen Zhengbin (CHN)            | 1-3 PP | 2-3    | Tim Vanni (USA)                | 0      |        |
| 2      | Francisco Sánchez (ESP)        | 0-4 ST | 1-17   | Kim Čong-sin (KOR)             | 0      |        |
| 0      | Tserenbaataryn Khosbayar (MGL) | 4-0 TO | 3:02   | Amos Ojo Adekunle (NGR)        | 2      |        |
| 1      | Romică Rașovan (ROU)           | 3-0 PO | 10-0   | Tom Petryshen (CAN)            | 1      |        |
| Kolo 3 |                                |        |        |                                |        |        |
| 2      | Nader Rahmati (IRI)            | 1-3 PP | 7-9    | Tim Vanni (USA)                | 0      |        |
| 2      | Chen Zhengbin (CHN)            | 0-3 PO | 0-1    | Kim Čong-sin (KOR)             | 0      |        |
| 1      | Tserenbaataryn Khosbayar (MGL) | 1-3 PP | 7-9    | Romică Rașovan (ROU)           | 1      |        |
| 1      | Tom Petryshen (CAN)            |        |        | Bye                            |        |        |
| Kolo 4 |                                |        |        |                                |        |        |
| 2      | Tom Petryshen (CAN)            | 0-3 PO | 0-5    | Tim Vanni (USA)                | 0      |        |
| 2      | Tserenbaataryn Khosbayar (MGL) | 1-3 PP | 2-6    | Kim Čong-sin (KOR)             | 0      |        |
| 1      | Romică Rașovan (ROU)           |        |        | Bye                            |        |        |
| Kolo 5 |                                |        |        |                                |        |        |
| 1      | Romică Rașovan (ROU)           | 3-1 PP | 10-7   | Tim Vanni (USA)                | 1      |        |
| 0      | Kim Čong-sin (KOR)             |        |        | Bye                            |        |        |
| Kolo 6 |                                |        |        |                                |        |        |
| 0      | Kim Čong-sin (KOR)             | 3-1 PP | 5-2    | Tim Vanni (USA)                | 2      |        |
| 1      | Romică Rașovan (ROU)           |        |        | Bye                            |        |        |

| Zápasník                       | L | ER | CP |
| ------------------------------ | - | -- | -- |
| Kim Čong-sin (KOR)             | 0 | -  | 16 |
| Romică Rașovan (ROU)           | 1 | -  | 10 |
| Tim Vanni (USA)                | 2 | 6  | 15 |
| Tserenbaataryn Khosbayar (MGL) | 2 | 4  | 10 |
| Tom Petryshen (CAN)            | 2 | 4  | 3  |
| Nader Rahmati (IRI)            | 2 | 3  | 6  |
| Chen Zhengbin (CHN)            | 2 | 3  | 4  |
| Amos Ojo Adekunle (NGR)        | 2 | 2  | 1  |
| Francisco Sánchez (ESP)        | 2 | 2  | 0  |
| Vincent Pangelinan (GUM)       | 2 | 2  | 0  |

#### Skupina B
| L      |                           | CP     | TP     |                           | L      |        |
| Kolo 1 | Kolo 1                    | Kolo 1 | Kolo 1 | Kolo 1                    | Kolo 1 | Kolo 1 |
| ------ | ------------------------- | ------ | ------ | ------------------------- | ------ | ------ |
| 0      | Stanisław Szostecki (POL) | 3-1 PP | 7-3    | Fariborz Besarati (SWE)   | 1      |        |
| 1      | Vugar Orudžov (EUN)       | 1-3 PP | 5-9    | Kim Il-ong (PRK)          | 0      |        |
| 0      | Aldo Martínez (CUB)       | 3-1 PP | 3-2    | Marian Nedkov (BUL)       | 1      |        |
| 0      | László Óváry (HUN)        | 3-1 PP | 7-5    | Chaouki Sammari (TUN)     | 1      |        |
| 0      | Reiner Heugabel (GER)     |        |        | Bye                       |        |        |
| Kolo 2 |                           |        |        |                           |        |        |
| 0      | Reiner Heugabel (GER)     | 3-0 PO | 9-0    | Stanisław Szostecki (POL) | 1      |        |
| 2      | Fariborz Besarati (SWE)   | 1-3 PP | 2-8    | Vugar Orudžov (EUN)       | 1      |        |
| 0      | Kim Il-ong (PRK)          | 3-1 PP | 7-6    | Aldo Martínez (CUB)       | 1      |        |
| 1      | Marian Nedkov (BUL)       | 3-1 PP | 7-2    | László Óváry (HUN)        | 1      |        |
| 1      | Chaouki Sammari (TUN)     |        |        | Bye                       |        |        |
| Kolo 3 |                           |        |        |                           |        |        |
| 2      | Chaouki Sammari (TUN)     | 0-4 TO | 0:55   | Reiner Heugabel (GER)     | 0      |        |
| 2      | Stanisław Szostecki (POL) | 0-4 TO | 4:53   | Vugar Orudžov (EUN)       | 1      |        |
| 0      | Kim Il-ong (PRK)          | 3-0 PO | 3-0    | Marian Nedkov (BUL)       | 2      |        |
| 1      | Aldo Martínez (CUB)       | 4-0 ST | 20-5   | László Óváry (HUN)        | 2      |        |
| Kolo 4 |                           |        |        |                           |        |        |
| 1      | Reiner Heugabel (GER)     | 0-4 TO | 4:09   | Kim Il-ong (PRK)          | 0      |        |
| 1      | Vugar Orudžov (EUN)       | 3-1 PP | 12-5   | Aldo Martínez (CUB)       | 2      |        |
| Kolo 5 |                           |        |        |                           |        |        |
| 2      | Reiner Heugabel (GER)     | 0-3 PO | 0-1    | Vugar Orudžov (EUN)       | 1      |        |
| 0      | Kim Il-ong (PRK)          |        |        | Bye                       |        |        |

| Zápasník                  | L | ER | CP |
| ------------------------- | - | -- | -- |
| Kim Il-ong (PRK)          | 0 | -  | 13 |
| Vugar Orudžov (EUN)       | 1 | -  | 14 |
| Reiner Heugabel (GER)     | 2 | 5  | 7  |
| Aldo Martínez (CUB)       | 2 | 4  | 9  |
| László Óváry (HUN)        | 2 | 3  | 4  |
| Stanisław Szostecki (POL) | 2 | 3  | 3  |
| Chaouki Sammari (TUN)     | 2 | 3  | 1  |
| Fariborz Besarati (SWE)   | 2 | 2  | 2  |
| Marian Nedkov (BUL)       | 2 | 3  | 4  |

### Finále
|                                | CP               | TP               |                       |                  |
| Zápas o 9. místo               | Zápas o 9. místo | Zápas o 9. místo | Zápas o 9. místo      | Zápas o 9. místo |
| ------------------------------ | ---------------- | ---------------- | --------------------- | ---------------- |
| Tom Petryshen (CAN)            | DNA              |                  | László Óváry (HUN)    |                  |
| Zápas o 7. místo               |                  |                  |                       |                  |
| Tserenbaataryn Khosbayar (MGL) | DNA              |                  | Aldo Martínez (CUB)   |                  |
| Zápas o 5. místo               |                  |                  |                       |                  |
| Tim Vanni (USA)                | 3-0 PO           | 1-0              | Reiner Heugabel (GER) |                  |
| Zápas o 3. místo               |                  |                  |                       |                  |
| Romică Rașovan (ROU)           | 1-3 PP           | 1-2              | Vugar Orudžov (EUN)   |                  |
| Finálový zápas                 |                  |                  |                       |                  |
| Kim Čong-sin (KOR)             | 1-3 PP           | 1-4              | Kim Il-ong (PRK)      |                  |

## Finálové pořadí
1. Kim Il-ong (PRK)
2. Kim Čong-sin (KOR)
3. Vugar Orudžov (EUN)
4. Romică Rașovan (ROU)
5. Tim Vanni (USA)
6. Reiner Heugabel (GER)
7. Aldo Martínez (CUB)
8. Tserenbaataryn Khosbayar (MGL)
9. Tom Petryshen (CAN)
10. László Óváry (HUN)